# Філінське (Нижньогородська область)
Філінське (рос. Филинское) — село в Вачському районі Нижньогородської області Російської Федерації.
Населення становить 1933 особи. Входить до складу муніципального утворення Филінська сільрада.

## Історія
Від 2009 року входить до складу муніципального утворення Филінська сільрада.

## Населення
| 1859 | 1905 | 1926 | 1999  | 2002  | 2010  |
| ---- | ---- | ---- | ----- | ----- | ----- |
| 100  | ↘98  | ↗365 | ↗2615 | ↘2306 | ↘1933 |